# Jack Eichel
John „Jack“ Eichel (* 28. Oktober 1996 in Chelmsford, Massachusetts) ist ein US-amerikanischer Eishockeyspieler, der seit November 2021 bei den Vegas Golden Knights aus der National Hockey League unter Vertrag steht. Mit dem Team gewann der Center in den Playoffs 2023 den Stanley Cup. Zuvor verbrachte er sechs Jahre bei den Buffalo Sabres, die ihn im NHL Entry Draft 2015 an zweiter Position ausgewählt hatten und die er drei Jahre als Mannschaftskapitän anführte.

## Karriere

### Jugend
Jack Eichel begann als Dreijähriger mit dem Schlittschuhlaufen und spielte bereits mit vier Jahren erstmals organisiertes Eishockey. Er durchlief in der Folge die Jugendabteilungen der Boston Junior Bruins, die er in der Saison 2011/12 als Kapitän anführte und in 36 Spielen 86 Scorerpunkte erzielte. Im gleichen Jahr nahm er an den Olympischen Jugend-Winterspielen 2012 in Innsbruck teil und belegte mit der Mannschaft dort den vierten Platz.
Mit Beginn der Saison 2012/13 schloss er sich dem USA Hockey National Team Development Program (NTDP) an, der in Ann Arbor gelegenen zentralen Talenteschmiede des Eishockeyverbandes der Vereinigten Staaten. Mit dem NTDP nahm Eichel einerseits am Spielbetrieb der United States Hockey League (USHL) teil, andererseits fungieren die Nachwuchsteams auch direkt als U17-, U18- und U20-Nationalmannschaft der USA. So nahm er sowohl an der World U-17 Hockey Challenge 2013, wo er mit der Mannschaft die Bronzemedaille gewann, als auch an der U18-WM 2013 teil, wo das Team die Silbermedaille gewann. Im Jahr darauf wurde er U18-Weltmeister 2014, wobei er das Team als Assistenzkapitän anführte. Zudem lief der Amerikaner erstmals für die U20-Nationalmannschaft auf, als man bei der U20-WM 2014 den fünften Platz belegte. In seiner zweiten USHL-Saison erzielte er 45 Punkte in 24 Spielen und wurde am Ende der Saison ins USHL Second All-Star Team gewählt.

### Boston University
Nach dem Ende der Saison 2013/14 verließ er das NTDP und schrieb sich an der Boston University ein und lief fortan für deren Terriers in der Hockey East auf. Dort gelang ihm eine herausragende Saison als Freshman: Er war der erste nach 16 Jahren in der Hockey East, der in der regulären Saison einen Punkteschnitt von 2,0 pro Spiel erreichen konnte (44 in 22); zudem war er dreimal Rookie des Monats und einmal Spieler des Monats. Am Ende der regulären Saison wurde er sowohl als Spieler des Jahres als auch als Rookie des Jahres ausgezeichnet, was vor ihm erst zwei Freshmen gelungen war. Ebenso war er Teil des All-Rookie Teams sowie des First All-Star Teams und war für den Hobey Baker Memorial Award als bester College-Eishockeyspieler der USA nominiert, den er auch gewann.
Durch diese Leistungen galt Eichel als eines der vielversprechendsten Talente für den NHL Entry Draft 2015 und wurde gemeinsam mit Connor McDavid als möglicher Gesamterster gehandelt. Von allen relevanten Scouting-Services wurde der Amerikaner in den Rankings an zweiter Position hinter McDavid geführt. An dieser Position wurde er in der Folge auch von den Buffalo Sabres ausgewählt, die ihn wenige Tage später bereits mit einem Dreijahresvertrag ausstatteten.
Nachdem er 2015 bereits an der U20-WM teilgenommen hatte, debütierte er im gleichen Jahr auch im Senioren-Bereich, als er bei der Weltmeisterschaft die Bronzemedaille gewann.

### Buffalo Sabres
Im Rahmen der Vorbereitung auf die Saison 2015/16 konnte sich Eichel einen Stammplatz im NHL-Aufgebot der Sabres erspielen, sodass er am 8. Oktober 2015 sein Profi-Debüt gab und dabei direkt einen Treffer erzielte, was ihn zum jüngsten Torschützen in der Franchise-Geschichte machte. Er beendete die Saison mit 56 Punkten in 81 Spielen auf dem zweiten Platz der Rookie-Scorerliste und wurde infolgedessen ins NHL All-Rookie Team gewählt. In der anschließenden off-season nahm er mit dem Team Nordamerika, einer Auswahl aus U23-Spielern Kanadas und der USA, am World Cup of Hockey 2016 teil. Zu Beginn der Spielzeit 2016/17 zog sich der Angreifer eine Verstauchung im Knöchel zu und verpasste in der Folge etwa ein Viertel der Saison. Dennoch erreichte er eine um einen Scorerpunkt bessere persönliche Statistik gegenüber dem Vorjahr. Anschließend unterzeichnete er im Oktober 2017 einen neuen Vertrag in Buffalo, der ihm in den kommenden acht Jahren ein durchschnittliches Jahresgehalt von 10 Millionen US-Dollar einbringen soll.
Während der Saison 2017/18 vertrat er die Sabres erstmals beim NHL All-Star Game. Kurz vor Beginn der Saison 2018/19 wurde Eichel zu Buffalos Mannschaftskapitän ernannt und trat damit die Nachfolge von Brian Gionta an, der das „C“ bis 2017 getragen hatte. Anschließend steigerte der US-Amerikaner seine persönliche Statistik deutlich auf 82 Punkte aus 77 Spielen und erreichte damit erstmals einen Punkteschnitt von über 1,0 in der NHL. Diesen hielt er auch in der folgenden, verkürzten Saison 2019/20, bevor er jedoch den Großteil der Spielzeit 2020/21 aufgrund einer Halsverletzung verpasste.
Diese Verletzung, die später als Bandscheibenvorfall im Halsbereich genauer benannt wurde, sorgte im weiteren Verlauf zu einem zunehmenden Zerwürfnis zwischen Eichel und dem Management der Sabres – eine Beziehung, die aufgrund des ausbleibenden sportlichen Erfolgs bereits im Vorfeld als angespannt galt und Gerüchte über einen möglichen Wechsel zu einem anderen Team zunahmen. Eichel wollte die Verletzung von Beginn an operativ mittels Einsatz einer künstlichen Bandscheibe behandeln lassen, während die Ärzte der Sabres initial einen konservativen Ansatz mit Rehabilitation verfolgten. Im weiteren Verlauf wurde eine Operation jedoch zwingend notwendig, wobei sich die Sabres für eine Spondylodese statt der künstlichen Bandscheibe aussprachen. Zu Beginn des Trainingslagers im September 2021 war bezüglich der Behandlung nach wie vor keine Einigung erzielt, sodass Eichel auf die Injured Reserve List gesetzt und ihm das Amt des Mannschaftskapitäns entzogen wurde.

### Vegas Golden Knights
Als Folge dieses Zerwürfnisses gaben die Sabres ihn letztlich im November 2021 samt einem Drittrunden-Wahlrecht für den NHL Entry Draft 2023 an die Vegas Golden Knights ab. Im Gegenzug wechselten Alex Tuch, Nachwuchsspieler Peyton Krebs, ein Erstrunden-Wahlrecht für den NHL Entry Draft 2022 sowie ein Drittrunden-Wahlrecht für den Draft 2023 nach Buffalo. Das Erstrunden-Wahlrecht war dabei Top-10-geschützt, verschiebt sich also ein Jahr nach hinten, sofern es unter die ersten 10 Wahlrechte fällt; dies geschah letztlich jedoch nicht. Eichel wurde dann zügig operiert, sodass er im Februar 2022 sein Comeback in der NHL gab.
In seiner ersten kompletten Spielzeit in Vegas knüpfte Eichel mit 66 Punkten aus 67 Partien an seine vorherigen Leistungen an. Vielmehr noch nahm er am Ende der Spielzeit erstmals in seiner Karriere an den Playoffs teil und gewann mit dem Team dabei prompt den ersten Stanley Cup der Franchise-Geschichte. Eichel selbst hatte dabei als Topscorer (26) der post-season maßgeblichen Anteil.
In der Spielzeit 2024/25 steigerte der Angreifer seine persönliche Statistik noch einmal deutlich auf einen neuen Bestwert von 94 Punkten in 77 Partien. Zudem stellte er damit Franchise-Rekorde bei den Golden Knights auf, für Scorerpunkte und Vorlagen (66) in einer Saison.

## Erfolge und Auszeichnungen
| - 2014 USHL Second All-Star Team - 2015 Hockey East Player of the Year - 2015 Hockey East Rookie of the Year - 2015 Hockey East First All-Star Team - 2015 Hockey East All-Rookie Team - 2015 Tim Taylor Award - 2015 Hobey Baker Memorial Award - 2016 NHL All-Rookie Team | - 2018 Teilnahme am NHL All-Star Game - 2019 Teilnahme am NHL All-Star Game - 2020 Teilnahme am NHL All-Star Game - 2023 Stanley-Cup-Gewinn mit den Vegas Golden Knights - 2023 Topscorer der NHL-Playoffs - 2024 Teilnahme am NHL All-Star Game (verletzungsbedingte Absage) - 2025 NHL-Spieler des Monats März |

### International
- 2013 Bronzemedaille bei der World U-17 Hockey Challenge
- 2013 Silbermedaille bei der U18-Junioren-Weltmeisterschaft
- 2014 Goldmedaille bei der U18-Junioren-Weltmeisterschaft
- 2015 Bronzemedaille bei der Weltmeisterschaft

## Karrierestatistik
Stand: Ende der Saison 2024/25

### International
| Vertrat die USA bei: - Olympischen Jugend-Winterspielen 2012 - World U-17 Hockey Challenge 2013 - U18-Junioren-Weltmeisterschaft 2013 - U18-Junioren-Weltmeisterschaft 2014 - U20-Junioren-Weltmeisterschaft 2014 | - U20-Junioren-Weltmeisterschaft 2015 - Weltmeisterschaft 2015 - Weltmeisterschaft 2017 - Weltmeisterschaft 2019 - 4 Nations Face-Off 2025 | Vertrat Team Nordamerika bei: - World Cup of Hockey 2016 |

(Legende zur Spielerstatistik: Sp oder GP = absolvierte Spiele; T oder G = erzielte Tore; V oder A = erzielte Assists; Pkt oder Pts = erzielte Scorerpunkte; SM oder PIM = erhaltene Strafminuten; +/− = Plus/Minus-Bilanz; PP = erzielte Überzahltore; SH = erzielte Unterzahltore; GW = erzielte Siegtore; 1 Play-downs/Relegation; Kursiv: Statistik nicht vollständig)